# Штамсрід
Штамсрід (нім. Stamsried) — громада в Німеччині, розташована в землі Баварія. Підпорядковується адміністративному округу Верхній Пфальц. Входить до складу району Кам. Центр об'єднання громад Штамсрід.
Площа — 43,44 км2. Населення становить 2202 ос. (станом на 31 грудня 2020).